# Valvoline Detroit Grand Prix 1991
Valvoline Detroit Grand Prix 1991 var ett race som var den sjätte deltävlingen i PPG IndyCar World Series 1991. Racet kördes den 16 juni på Detroits gator. Emerson Fittipaldi tog sin första seger för säsongen, medan Bobby Rahal tog sin fjärde andraplats för säsongen, och byggde vidare på sin mästerskapsledning.

## Slutresultat
| Plats | Förare                | Team                     | Grid | Kvaltid  |
| ----- | --------------------- | ------------------------ | ---- | -------- |
| 1     | Emerson Fittipaldi    | Marlboro Team Penske     | 2    | 1.43,259 |
| 2     | Bobby Rahal           | Galles-Kraco Racing      | 7    | 1.44,687 |
| 3     | Arie Luyendyk         | Vince Granatelli Racing  | 4    | 1.43,821 |
| 4     | Al Unser Jr.          | Galles-Kraco Racing      | 10   | 1.45,021 |
| 5     | Rick Mears            | Marlboro Team Penske     | 3    | 1.43,738 |
| 6     | John Andretti         | Hall/VDS Racing          | 8    | 1.44,772 |
| 7     | Mario Andretti        | Newman/Haas Racing       | 5    | 1.44,116 |
| 8     | Scott Goodyear        | UNO Racing               | 12   | 1.45,775 |
| 9     | Scott Brayton         | Dick Simon Racing        | 11   | 1.45,639 |
| 10    | Danny Sullivan        | Patrick Racing           | 13   | 1.46,380 |
| 11    | Willy T. Ribbs        | Walker Racing            | 21   | 1.48,725 |
| 12    | Eddie Cheever         | Chip Ganassi Racing      | 9    | 1.44,880 |
| 13    | Tony Bettenhausen Jr. | Bettenhausen Motorsports | 17   | 1.47,521 |
| 14    | Hiro Matsushita       | Dick Simon Racing        | 18   | 1.48,175 |
| 15    | Roberto Guerrero      | Bernstein's King Sports  | 14   | 1.46,900 |
| 16    | Jeff Andretti         | Bruce Leven Racing       | 16   | 1.47,334 |
| 17    | Scott Pruett          | Truesports Co.           | 6    | 1.44,622 |
| 18    | Buddy Lazier          | Dale Coyne Racing        | 20   | 1.48,669 |
| 19    | Michael Andretti      | Newman/Haas Racing       | 1    | 1.42,253 |
| 20    | Dennis Vitolo         | Dale Coyne Racing        | 22   | 1.48,896 |
| 21    | Guido Daccò           | Genoa Racing             | 23   | 1.50,475 |
| 22    | Mike Groff            | Euromotorsport           | 15   | 1.46,950 |
| 23    | A.J. Foyt             | A.J. Foyt Enterprises    | 19   | 1.48,502 |
| 24    | Jeff Wood             | Arciero Racing           | 24   | 1.52,355 |
| 25    | Ted Prappas           | P.I.G. Racing            | 25   | 1.52,397 |